# Giuseppe
Giuseppe ist eine italienische Form des männlichen Vornamens Josef. Eine Verkleinerungsform des Namens ist Beppe.

## Namensträger
- Giuseppe Ambrosoli (1923–1987), italienischer katholischer Priester und Missionar
- Giuseppe Baldini (1922–2009), italienischer Fußballspieler
- Giuseppe Baresi (* 1958), italienischer Fußballspieler
- Giuseppe Bellusci (* 1989), italienischer Fußballspieler
- Giuseppe Bergomi (* 1963), italienischer Fußballspieler
- Giuseppe Bessi (1857–1922), italienischer Bildhauer
- Giuseppe Brizi (1942–2022), italienischer Fußballspieler und -trainer
- Giuseppe Campari (1892–1933), italienischer Automobilrennfahrer
- Giuseppe Canale (* 1977), belgisch-italienischer Fußballspieler
- Giuseppe Carboni (1866–1934), kanadischer Gesangspädagoge, Dirigent und Komponist
- Giuseppe Carnevale (* 1978), italienischer Fußballspieler
- Giuseppe Casari (1922–2013), italienischer Fußballspieler
- Giuseppe Catizone (* 1977), italienischer Fußballspieler
- Giuseppe Cattaneo (1929–2015), südafrikanischer Künstler und Kunstdozent
- Giuseppe Cavanna (1905–1976), italienischer Fußballtorhüter
- Giuseppe Cesari (Il Cavalier d'Arpino) (1568–1640), italienischer Maler
- Giuseppe Conte (* 1964), italienischer Rechtswissenschaftler und parteiloser Politiker, Ministerpräsident Italiens
- Giuseppe De Luca (Fußballspieler) (* 1991), italienischer Fußballspieler
- Giuseppe De Luca (Sänger) (1876–1950), italienischer Sänger (Bariton)
- Giuseppe De Santis (1917–1997), italienischer Regisseur
- Giuseppe Di Stefano (1921–2008), italienischer Tenor
- Giuseppe Dordoni (1926–1998), italienischer Leichtathlet
- Giuseppe Farina (1906–1966), italienischer Rennfahrer
- Giuseppe Fava (1925–1984), italienischer Journalist und Schriftsteller
- Giuseppe Galderisi (* 1963), italienischer Fußballspieler
- Giuseppe Garibaldi (1807–1882), italienischer Guerillakämpfer
- Giuseppe Gentile (Politiker) (1879–1955), italienischer Politiker und Diplomat
- Giuseppe Gentile (Leichtathlet) (* 1943), italienischer Leichtathlet
- Giuseppe Giannini (* 1964), italienischer Fußballspieler
- Giuseppe Gibilisco (* 1979), italienischer Leichtathlet
- Giuseppe Grezar (1918–1949), italienischer Fußballspieler
- Giuseppe Guerini (* 1970), italienischer Radrennfahrer
- Giuseppe Hess (1885–1967), italienischer Jurist, Fußballspieler und Sportfunktionär
- Giuseppe Iachini (* 1964), italienischer Fußballspieler und -trainer
- Giuseppe Iadisernia (* 1957), venezolanischer Pferdetrainer und Pokerspieler
- Giuseppe Leiva (* 1995), peruanischer Schachspieler
- Giuseppe Marullo (ca. 1605-1610–1685), italienischer Maler der Schule von Neapel
- Giuseppe Materazzi (* 1946), italienischer Fußballspieler und -trainer
- Giuseppe Meazza (1910–1979), italienischer Fußballspieler
- Giuseppe Mercalli (1850–1914), italienischer Seismologe und Vulkanologe
- Giuseppe Morandi (1894–1977), italienischer Automobilrennfahrer
- Giuseppe Moro (1921–1974), italienischer Fußballspieler
- Giuseppe Pantaleo (* 1988), deutsch-italienischer Pokerspieler
- Giuseppe Pattoni (1926–1999), Motorradrennfahrer, Mechaniker und Unternehmer
- Giuseppe Pezzella (* 1997), italienischer Fußballspieler
- Giuseppe Puliè (* 1964), italienischer Skilangläufer
- Giuseppe Reina (* 1972), deutsch-italienischer Fußballspieler
- Giuseppe Sabadini (* 1949), italienischer Fußballspieler und -trainer
- Giuseppe Scarpi (1900–1952), italienischer Fußballschiedsrichter
- Giuseppe Sculli (* 1981), italienischer Fußballspieler
- Giuseppe Signori (* 1968), italienischer Fußballspieler
- Giuseppe Tacca (1917–1984), italienisch-französischer Radrennfahrer
- Giuseppe Verdi (1813–1901), italienischer Komponist

### Familienname
- Marcus di Giuseppe (Bica; * 1972), brasilianischer Fußballspieler